# خانواده (فیلم ۲۰۰۶)
«خانواده» (انگلیسی: Family) فیلمی هندی در سبک جنایی و درام است که در سال ۲۰۰۶ منتشر شد. از بازیگران این فیلم می‌توان آکشی کومار، آمیتاب باچان و بومیکا چاولا را نام‌برد.

## خلاصه داستان
پسری برای انتقام مرگ برادرش که توسط یکی از بزرگترین خلافکاران هند به قتل رسیده، خانوادهٔ او را گروگان می‌گیرد و…